# Kisliakovka
Kisliakovka - Кисляковка (rus) és un possiólok del krai de Krasnodar, a Rússia. És a 14 km al sud de Kusxóvskaia i a 157 km al nord-est de Krasnodar. Pertany a l'stanitsa de Kisliakóvskaia.